# Symi
Symi (druhý pád Symis) (řecky Σύμη) je řecký ostrov v souostroví Dodekany ve skupině jižních Sporad. Leží na východě Egejského moře nedaleko pobřeží Malé Asie. Spolu se sedmi neobydlenými ostrůvky tvoří stejnojmennou obec. Ostrov Symi má rozlohu 57,865 km² a obec 65,754 km². Nachází se 9 km západně od turecké pevniny, 23 km severně od ostrova Rhodos a asi 400 km jihovýchodně od Athén. Obec je součástí regionální jednotky Rhodos v kraji Jižní Egeis.

## Obyvatelstvo
V roce 2011 žilo v obci 2590 obyvatel, přičemž většina obývala hlavní město Symi. Celý ostrov tvoří jednu obec, která se nečlení na obecní jednotky a komunity a skládá se přímo ze 8 sídel. V závorkách je uveden počet obyvatel jednotlivých sídel.
- obec, obecní jednotka a komunita Symi (2590)
  - sídla na hlavním ostrově — Emporios (17), Marathounta (0), Panormitis (23), Pedi (107), Roukouniotis (74), Sikidi (1), Symi (2354), Xisos (14) - neobydlené ostrůvky — Gialesino (0), Diavates (0), Chondros (0), Kouloundros (0), Marmaras (0), Nimos (0), Seskli (0).

## Historie
Jméno ostrova je uvedeno ve 2. zpěvu (verše 671–675) Homérovy Iliady jako místo, kde vládl král Nireus, jenž se se třemi loďmi zúčastnil Trojské války. Podle Hérodota poskytl Symi během řecko-perské války v roce 480 př. n. l. perskému vládci Xerxesovi 30 lodí. Po Xerxesově porážce v bitvě u Salamíny se Symi připojil k athénskému námořnímu spolku. Za peloponéské války, v roce 411 př. n. l., bylo podle Thukydida moře mezi ostrovy Knidos a Symi místem bitvy mezi athéňany pod admirálem Charminosem a spartskou flotilou, v níž zvítězilo loďstvo Sparty. V roce 378 př. n. l. přistoupil Symi ke druhému athénskému námořnímu spolku.
Až do 14. století je o Symi minimálně písemných zpráv. Je ale známo, že už v antice byli obyvatelé Symi vyhledávanými staviteli lodí. Po rozdělení říše římské v roce 395 připadl Symi byzantské říši. Když v roce 1309 ovládli sousední Rhodos johanité, obsadili také Symi a postavili zde pevnost. Johanité však byli v důsledku invaze Sulejmana I. nuceni roku 1522 Rhodos opustit a Symi se stalo až do roku 1912 součástí osmanské říše.

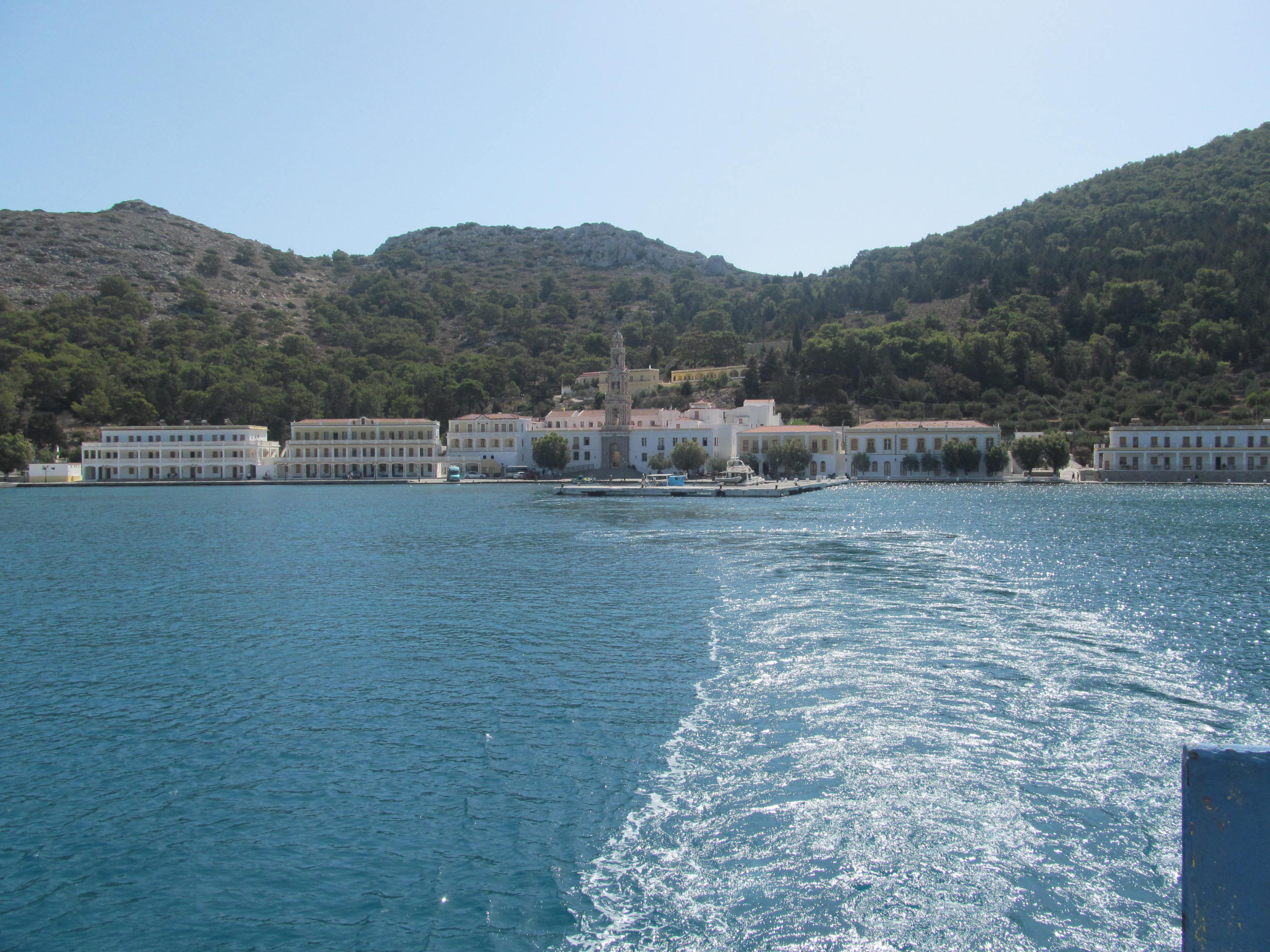
Klášter Panormitis

 V 18. a 19. století zanechalo o Symi zprávy několik cestovatelů. Uvádějí, že se zdejší obyvatelé živí rybářstvím, stavbou lodí a především místní specialitou: sběrem a prodejem podmořských hub. Etnicky zůstal Symi vždy řecký. Ve 2. polovině 19. století se zde rozvíjelo národnostní hnutí. Výsledkem bylo v roce 1872 založení prvního řeckého čtenářského spolku v egejské oblasti s názvem Egli, roku 1881 vznikl divadelní spolek Sofokles. Turci vybavili ostrovy Dodekan různými celními výsadami (Symi se stal svobodným přístavem) a do správních záležitostí se příliš nevměšovali. Klíčové pro ně bylo vybírání daní.
V roce 1912 se v rámci balkánské války Dodekan zmocnila Itálie. Ostrov v té době začal hospodářsky upadat, zejména s nástupem parníků. Rovněž používání skafandrů narušilo dominanci Symi na výlov mořských hub. Přesto měl ještě na počátku 20. století ostrov 22 500 obyvatel a stavělo se zde na 500 lodí ročně.
Od roku 1943 okupovali ostrov Němci. V klášteře Panormitis odhalili informační středisko, které podávalo spojencům zprávy o pohybu německé armády. Opat kláštera a dva jeho zaměstnanci byli v říjnu 1944 popraveni. Kapitulace německých jednotek na Dodekanech byla podepsána 8. května 1945 ve městě Symi. Ostrov však nebyl bezprostředně poté připojen k řeckému státu, nýbrž zůstal pod britskou správou. Britové ho Řekům slavnostně předali až 7. března 1948.

## Současnost

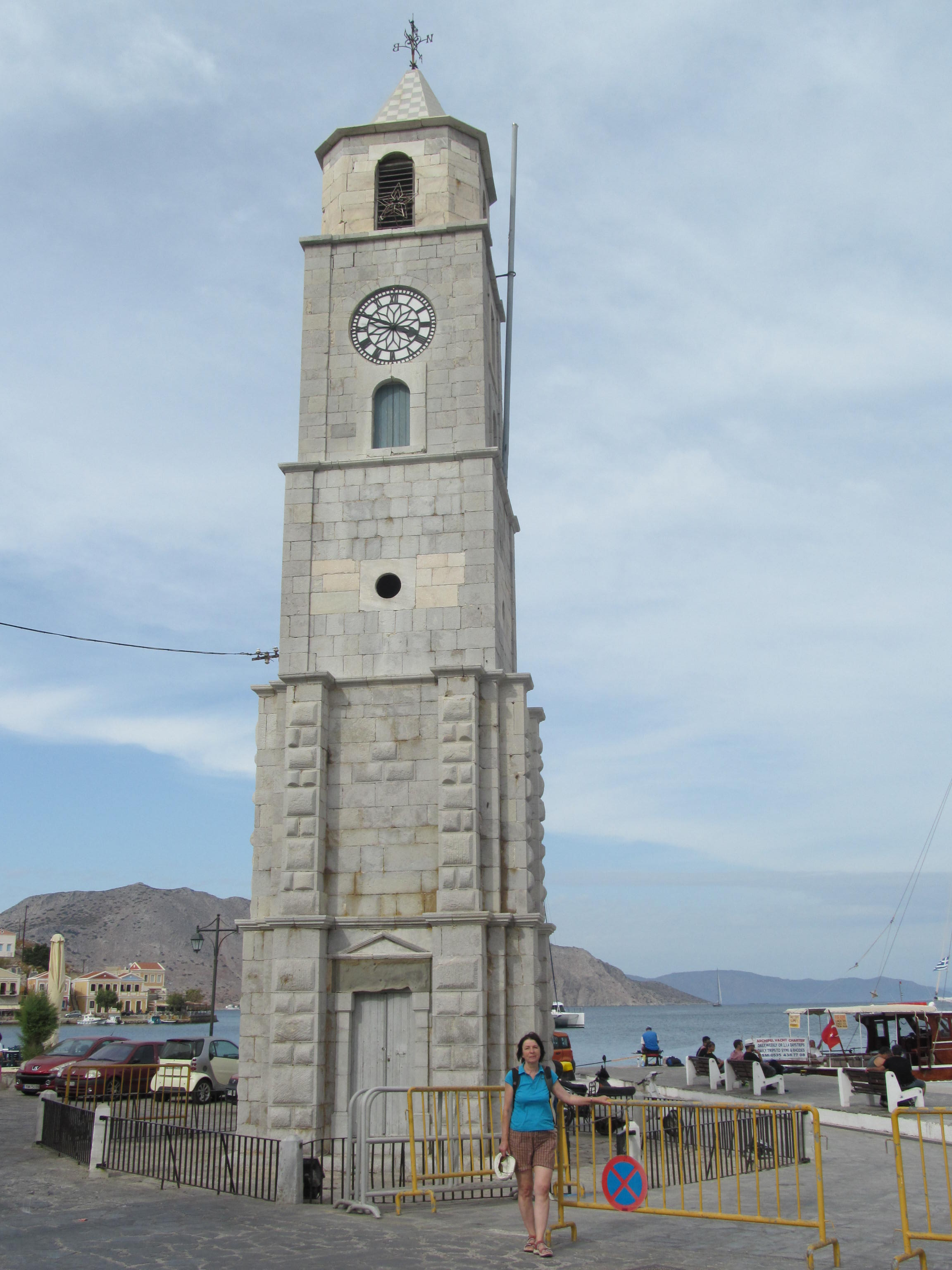
Hodinová věž z roku 1881

Na ostrově jsou tři větší obydlené lokality: město Symi, rybářské vesnice Pedi a Marathoúnda a klášter Panormitis. Ekonomika ostrova je založena takřka výhradně na turistickém ruchu, zejména na jednodenních návštěvách turistů z Rhodu a Kósu. Jsou zde však rovněž omezené ubytovací možnosti, autem se lze dostat na několik odlehlých pláží. Město Symi je složeno ze dvou částí: Přístav se nazývá Gialós, který je čtyřsetstupňovým schodištěm spojený s náhorní starou čtvrtí Chorió s mnoha kostely, větrnými mlýny bez lopatek a pozůstatky křižáckého hradu. V Chóriu jsou rovněž dvě muzea: Námořní muzeum a Muzeum Symi s archeologickými a národopisnými exponáty. V letních měsících se na Symi koná festival s koncerty etnické, klasické a populární hudby. Dominující církev je zde pravoslavná.

## Pamětihodnosti
- Hlavní a nejvyhledávanější památkou na ostrově je klášter sv. Michala při pobřeží u vesničky Panormitis. Založen byl v 5. nebo 6. století. Ikona sv. Michala ve zdejším kostele je častým cílem poutníků. Dnešní komplex budov pochází z 18. století a architektonicky je kombinací řeckého a ruského baroka.[11]
- Na návrší v Chorió jsou zbytky johanitského hradu, pozůstatky antické akropole a chrám Megali Panajia.
- Hodinová věž v přístavu Gialós z roku 1881.
- Klášter Roukounioti s nástěnnými malbami ze 14. století.

## Galerie

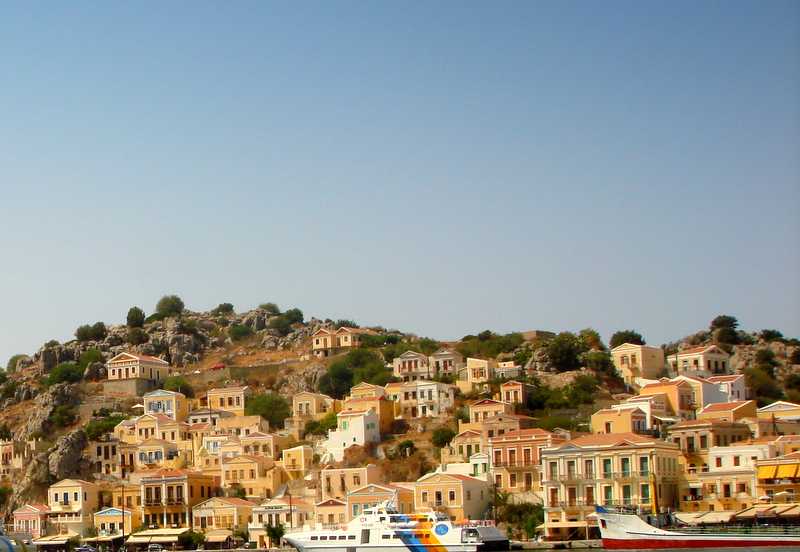
Panorama
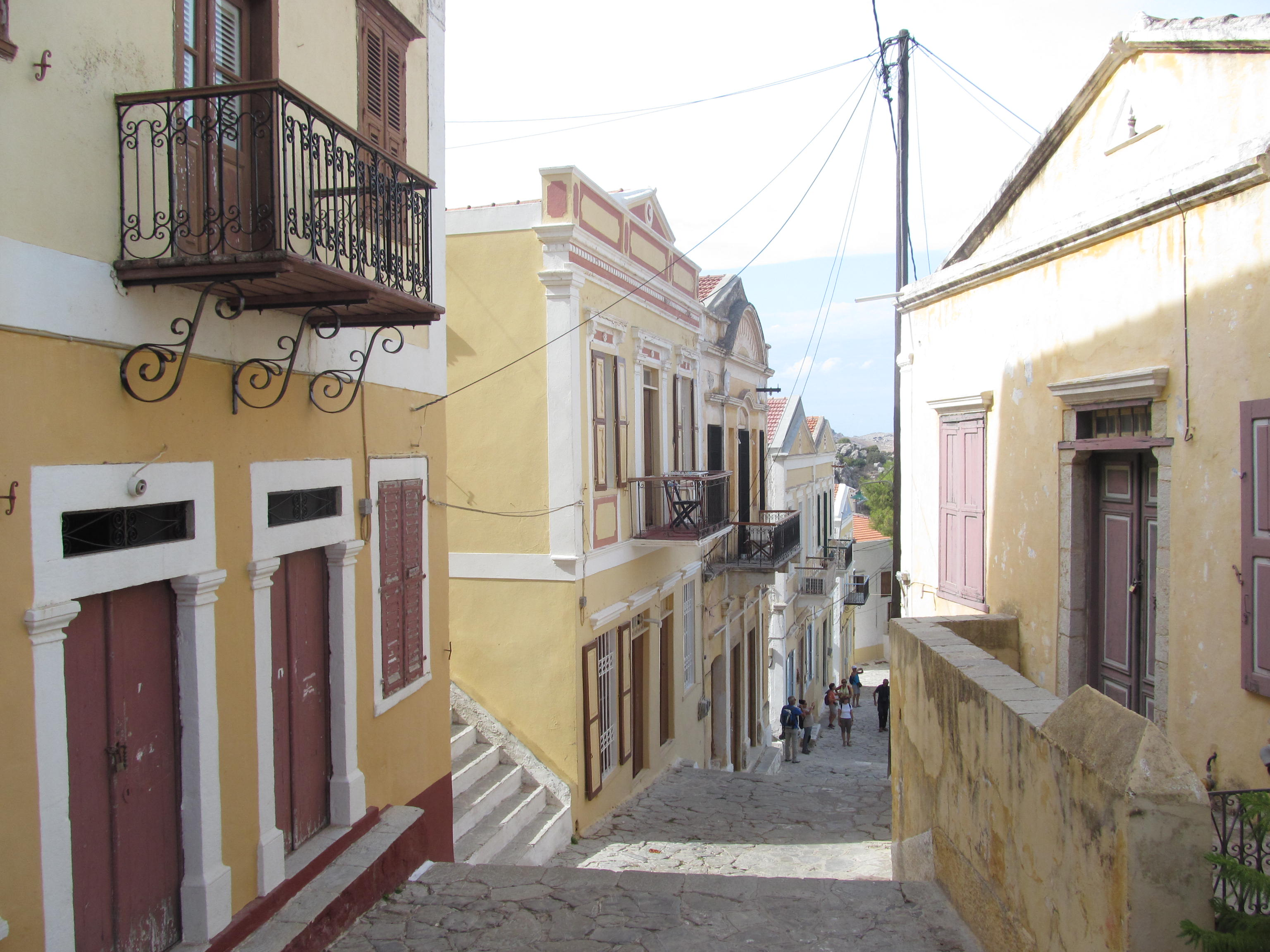
Ulička v Chorió
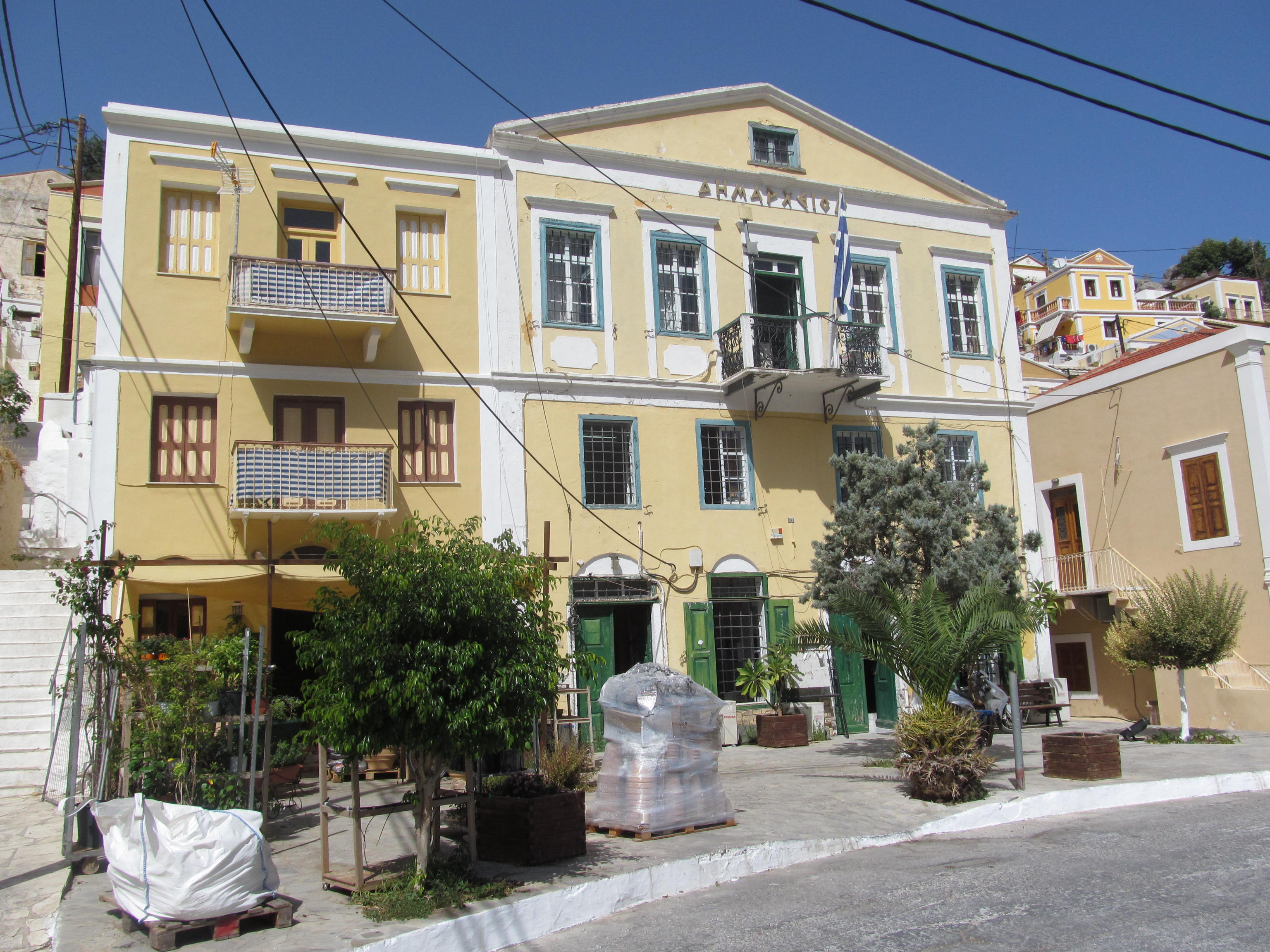
Radnice
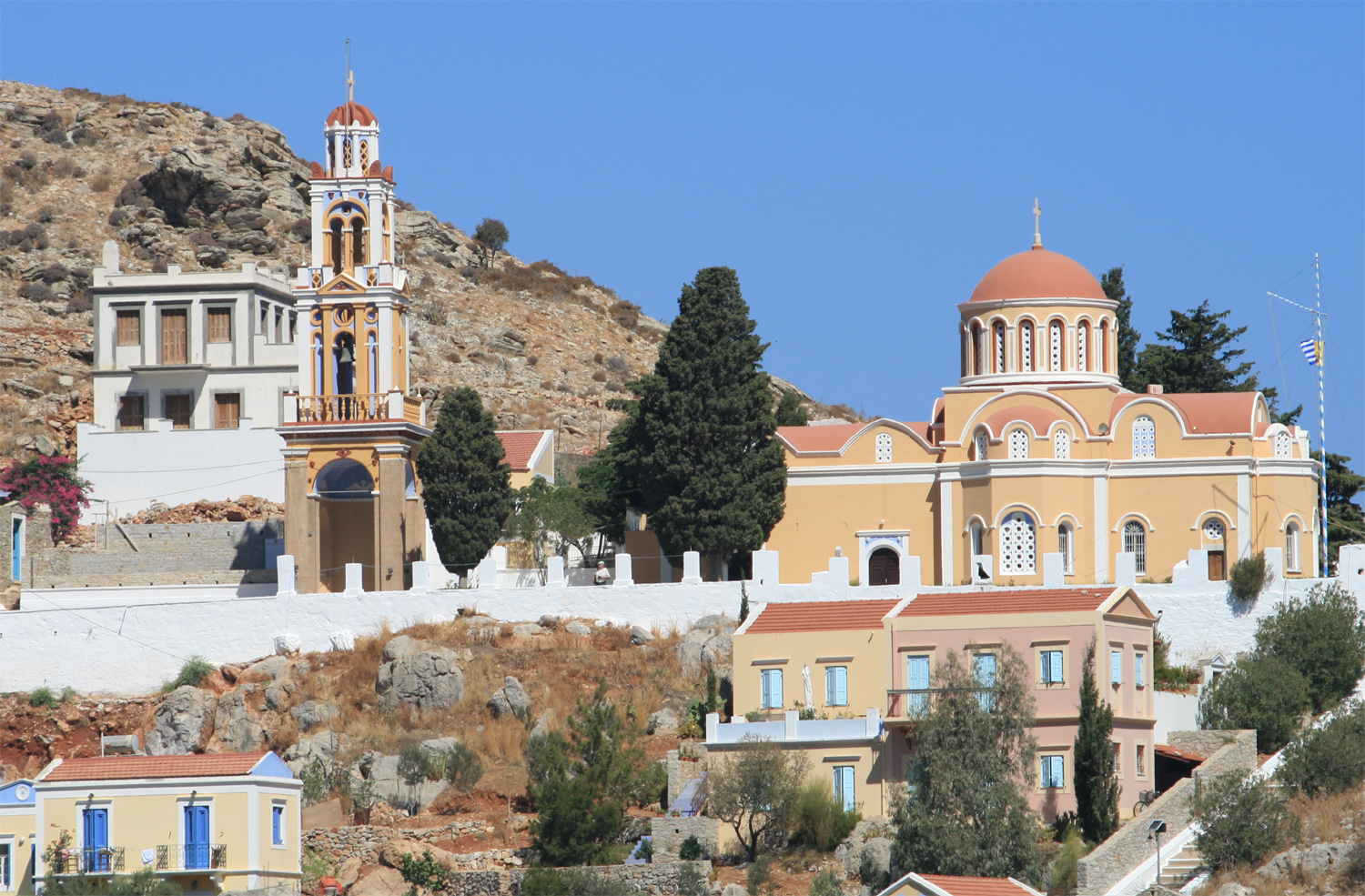
Jeden z kostelů
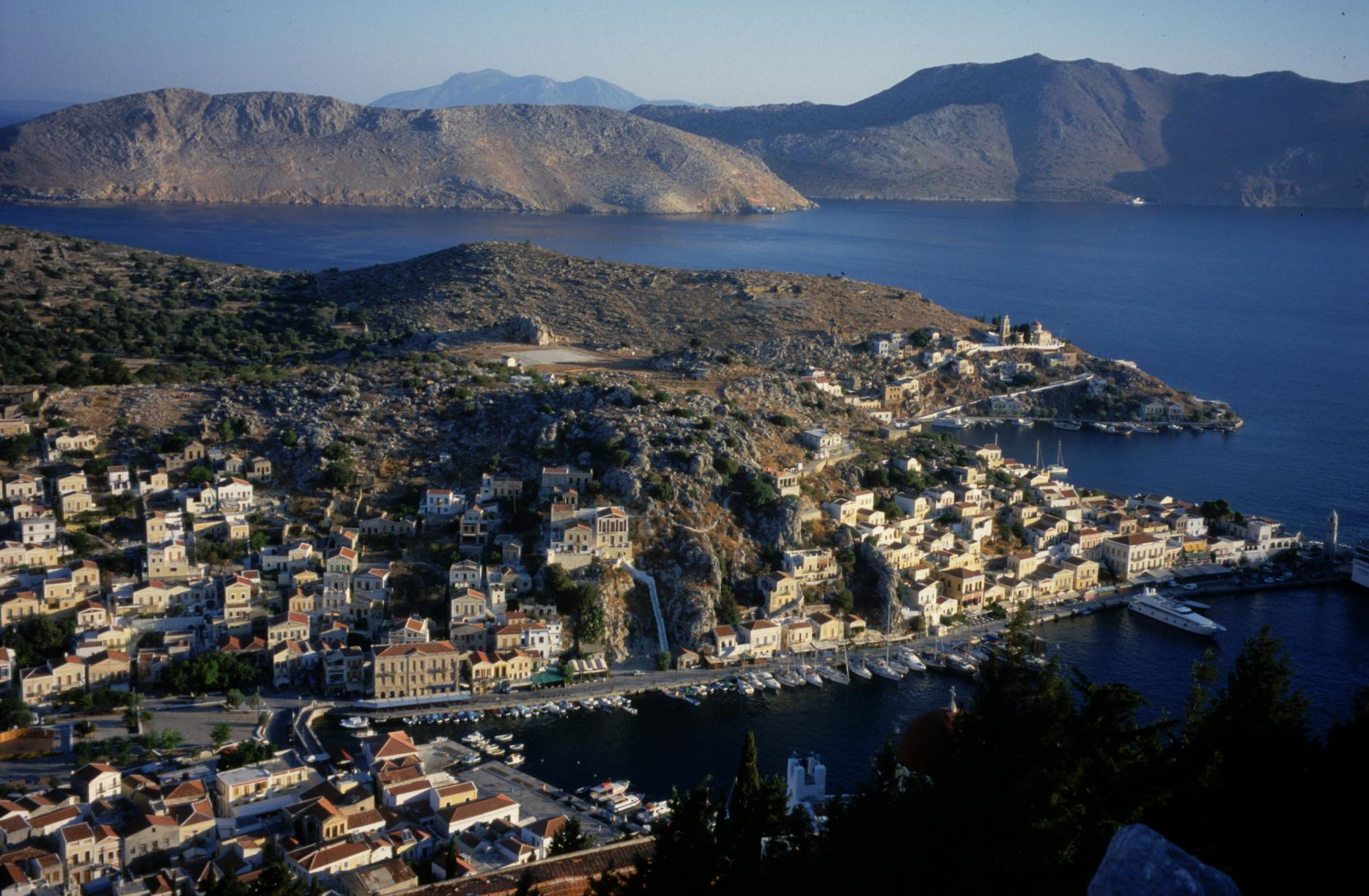
Pohled na Symi a maloasijské pobřeží
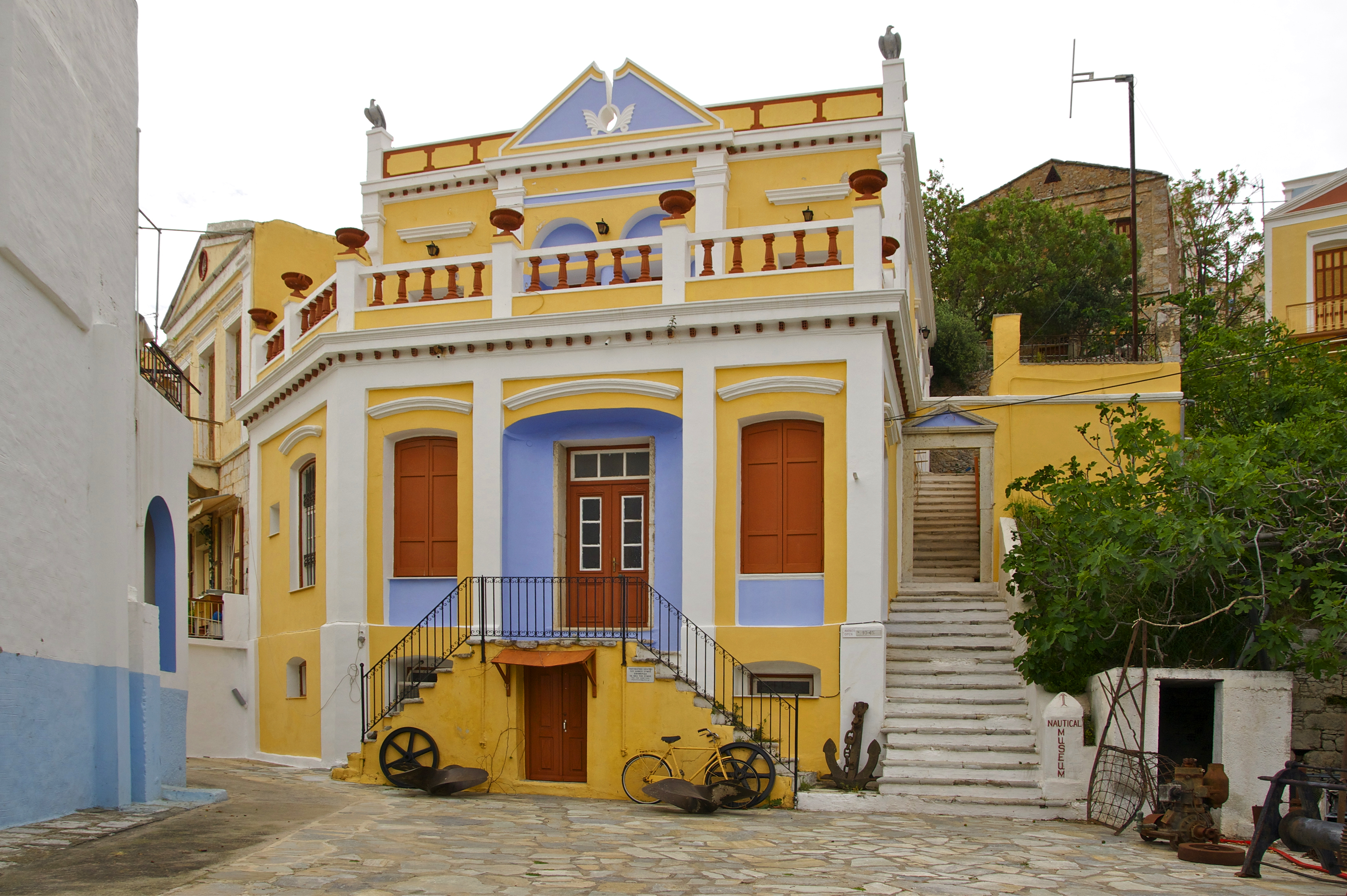
Námořní muzeum